# Vittorio Sgroi
Vittorio Sgroi (Noto, 28 ottobre 1926 – Roma, 25 febbraio 2002) è stato un magistrato e giurista italiano.
Ha ricoperto, nella magistratura, la carica di Procuratore Generale nella Corte di cassazione e, successivamente, di Primo presidente della stessa dal 24 marzo 1995 al 29 ottobre 1998, data del collocamento a riposo.

## Opere
Tutti i libri di Vittorio Sgroi che riguardano la Nuova rassegna di giurisprudenza sul Codice civile hanno avuto almeno una riedizione.
- Giustizia civile[1], 1951 (riedizioni e aggiornamenti: 1953, 1955, 1956, 1957 e 1959)
- Rassegna critica della giurisprudenza della Cassazione in materia di locazioni di immobili urbani, 1952
- Rivista di Diritto Industriale vol.1-2, 1954 - 1958 (Riedizioni: 1963)
- Banca e Credito Agrario vol.1-2, 1954
- Giurisprudenza agraria italiana, 1956
- Rivista di Diritto Internazionale, 1956
- Commentario del Codice civile vol.1, 1958 (riedizione: 1967) - UTET
- L'invenzione non brevettata, 1961
- Rinnovazione del patto di non concorrenza, 1964
- Enciclopedia del diritto[2], 1964 - Giuffrè
- Delle persone e della famiglia, 1966
- Delle persone e della famiglia: filiazione, tutela degli incapaci, alimenti, atti dello stato civile, 1967
- Art. 2555 - 2642, 1969
- Nuova rassegna di giurisprudenza sul Codice civile vol.4.3, 1994 - Giuffrè
- Nuova rassegna di giurisprudenza sul Codice civile vol.4.4, 1994 - Giuffrè
- Nuova rassegna di giurisprudenza sul Codice civile vol.4.1, 1994 - Giuffrè
- Nuova rassegna di giurisprudenza sul Codice civile vol.4.5, 1994 - Giuffrè
- Nuova rassegna di giurisprudenza sul Codice civile vol.4.7, 1994 - Giuffrè
- Nuova rassegna di giurisprudenza sul Codice civile vol.4.10, 1994 - Giuffrè
- Nuova rassegna di giurisprudenza sul Codice civile vol.4.9, 1994 - Giuffrè
- Nuova rassegna di giurisprudenza sul Codice civile vol.4.8, 1994 - Giuffrè
- Nuova rassegna di giurisprudenza sul Codice civile vol.5.2, 1994 - Giuffrè
- Nuova rassegna di giurisprudenza sul Codice civile vol.5.3, 1994 - Giuffrè
- Nuova rassegna di giurisprudenza sul Codice civile vol.5.1, 1994 - Giuffrè
- Nuova rassegna di giurisprudenza sul Codice civile vol.5.6, 1994 - Giuffrè
- Nuova rassegna di giurisprudenza sul Codice civile vol.5.5, 1994 - Giuffrè
- Nuova rassegna di giurisprudenza sul Codice civile vol.5.4, 1994 - Giuffrè
- Nuova rassegna di giurisprudenza sul Codice civile vol.2.2, 1994 - Giuffrè
- Nuova rassegna di giurisprudenza sul Codice civile vol.2.1, 1994 - Giuffrè
- Nuova rassegna di giurisprudenza sul Codice civile vol.1.4, 1994 - Giuffrè
- Nuova rassegna di giurisprudenza sul Codice civile vol.6.1, 1994 - Giuffrè
- Nuova rassegna di giurisprudenza sul Codice civile vol.1.3, 1994 - Giuffrè
- Nuova rassegna di giurisprudenza sul Codice civile vol.1.2, 1994 - Giuffrè
- Nuova rassegna di giurisprudenza sul Codice civile vol.1.1, 1994 - Giuffrè
- Nuova rassegna di giurisprudenza sul Codice civile vol.6.2, 1994 - Giuffrè
- Nuova rassegna di giurisprudenza sul Codice civile vol.4.2, 1994 - Giuffrè
- Nuova rassegna di giurisprudenza sul Codice civile vol.3.2, 1994 - Giuffrè
- Nuova rassegna di giurisprudenza sul Codice civile vol.3.1, 1994 - Giuffrè
- Nuova rassegna di giurisprudenza sul Codice civile vol.4.6, 1995 - Giuffrè
- Enciclopedia del diritto: aggiornamento, Volume 4, 1997
- Nuova rassegna di giurisprudenza sul Codice civile vol.1, 1998 - Giuffrè
- Nuova rassegna di giurisprudenza sul Codice civile vol.2, 1998 - Giuffrè
- Nuova rassegna di giurisprudenza sul Codice civile vol.3, 1998 - Giuffrè
- Nuova rassegna di giurisprudenza sul Codice civile vol.4.1, 1998 - Giuffrè
- Nuova rassegna di giurisprudenza sul Codice civile vol.4.2, 1998 - Giuffrè
- Nuova rassegna di giurisprudenza sul Codice civile vol.6, 1998 - Giuffrè
- Nuova rassegna di giurisprudenza sul Codice civile vol.5.1, 1998 - Giuffrè
- Nuova rassegna di giurisprudenza sul Codice civile vol.5.2, 1998 - Giuffrè
- Artt. 2060 - 2246: 1998-2000, 2001
- Della tutela dei diritti: artt. 2643-2969, 2001
- Nuova rassegna di giurisprudenza sul Codice civile vol.3, 2001 - Giuffrè
- Nuova rassegna di giurisprudenza sul Codice civile vol.2, 2001 - Giuffrè
- Nuova rassegna di giurisprudenza sul Codice civile vol.1, 2001 - Giuffrè
- Nuova rassegna di giurisprudenza sul Codice civile vol.4, 2001 - Giuffrè
- Nuova rassegna di giurisprudenza sul Codice civile vol.6, 2001 - Giuffrè
- Nuova rassegna di giurisprudenza sul Codice civile vol.5, 2001 - Giuffrè